# Norbert Seeger
Norbert Seeger (* 1953 in Vaduz) ist ein liechtensteinischer Rechtsanwalt, Honorargeneralkonsul der Republik Nordmazedonien und Träger des Fürstlich Liechtensteinischen Verdienstordens.

## Biografie
Seeger studierte von 1973 bis 1978 Wirtschaftswissenschaften an der Universität St. Gallen und schloss sein Studium mit einem lic.oec. ab. Im Anschluss studierte er von 1978 bis 1980 Rechtswissenschaften an der Universität Bern. 1980 erhielt er sein lic.iur. 1986 promovierte er zum Dr.iur.
1984 wurde Seeger in Liechtenstein als Rechtsanwalt zugelassen. Von 1986 bis 1989 arbeitete er als Rekursrichter am liechtensteinischen Verwaltungsgerichtshof. Von 1989 bis 1993 war er stellvertretender Vorsitzender des Verwaltungsgerichtshofes. Von 1986 bis 1993 war er Vorstandsmitglied in der liechtensteinischen Rechtsanwaltskammer. Des Weiteren war von 1991 bis 1999 Mitglied in der Prüfungskommission für liechtensteinische Rechtsanwälte sowie von 1992 bis 1996 Präsident der Prüfungskommission für liechtensteinische Treuhänder.
Politisch war Seeger in der Fortschrittlichen Bürgerpartei aktiv, als deren Präsident er von 1995 bis 2000 fungierte. Von 2004 bis 2005 war er Verwaltungsratspräsident beim Liechtensteinischen Rundfunk.
Seeger ist seit 1996 Honorargeneralkonsul der Republik Mazedonien im Fürstentum Liechtenstein. Von 1987 bis 2003 war er Präsident der Liechtensteinischen Landesbibliothek. Bei der Europäischen Anwaltsvereinigung DACH war er von 1989 bis 2005 Vorstandsmitglied. Er ist seit 2004 Ehrenmitglied der katholischen Studentenverbindung KÖHV Nordgau Wien im ÖCV. Seit 2005 ist Seeger Präsident des FinQ Qualitätsinstitut für Finanzdienstleistungen eV in Vaduz. Für seine Verdienste um das Land Liechtenstein verlieh ihm Fürst Hans-Adam II. am 2. Dezember 2011 das Komturkreuz des Fürstlich Liechtensteinischen Verdienstordens.
2013 beteiligte sich Seeger in Eschen an der Gründung eines Museums für Classic Cars.